# Семнадцатая сайентистская церковь Христа
Семна́дцатая сайенти́стская це́рковь Христа́ (англ. Seventeenth Church of Christ, Scientist) — церковь религиозного движения Христианская наука, расположенная в районе Чикаго-Луп — деловом и культурном центре Чикаго.
Семнадцатый номер в названии отсылает к традиционной американской протестантской системе именования церквей, когда в каждом городе приходы одной конфессии последовательно нумеруются по ходу возниконовения новых; в Чикаго на пике популярности учения Мэри Бейкер-Эдди было открыто 23 сайентистские церкви. Семнадцатая община последователей Христианской науки возникла здесь в 1924 году, однако собственную церковь обрела лишь в 1968.
Находясь в самом сердце одного из крупнейших городов США, шестиэтажная церковь ярко контрастирует с окружающими её небоскрёбами, многие из которых являются памятниками архитектуры и визитными карточками Чикаго. В то же время до неё легко добраться на метро, поскольку все ветки пересекаются в центре города.
Помимо собственно церкви, в здании располагается читальня, совмещающая функции книжного магазина Христианской науки, библиотеки и молитвенного помещения.
Из-за некоторого сходства названий, прохожие часто путают эту церковь с саентологической (так как в названии используется слово scientist — «учёный», что вызывает ассоциации с намного более известной в публичном дискурсе Саентологией).

## Архитектурные особенности

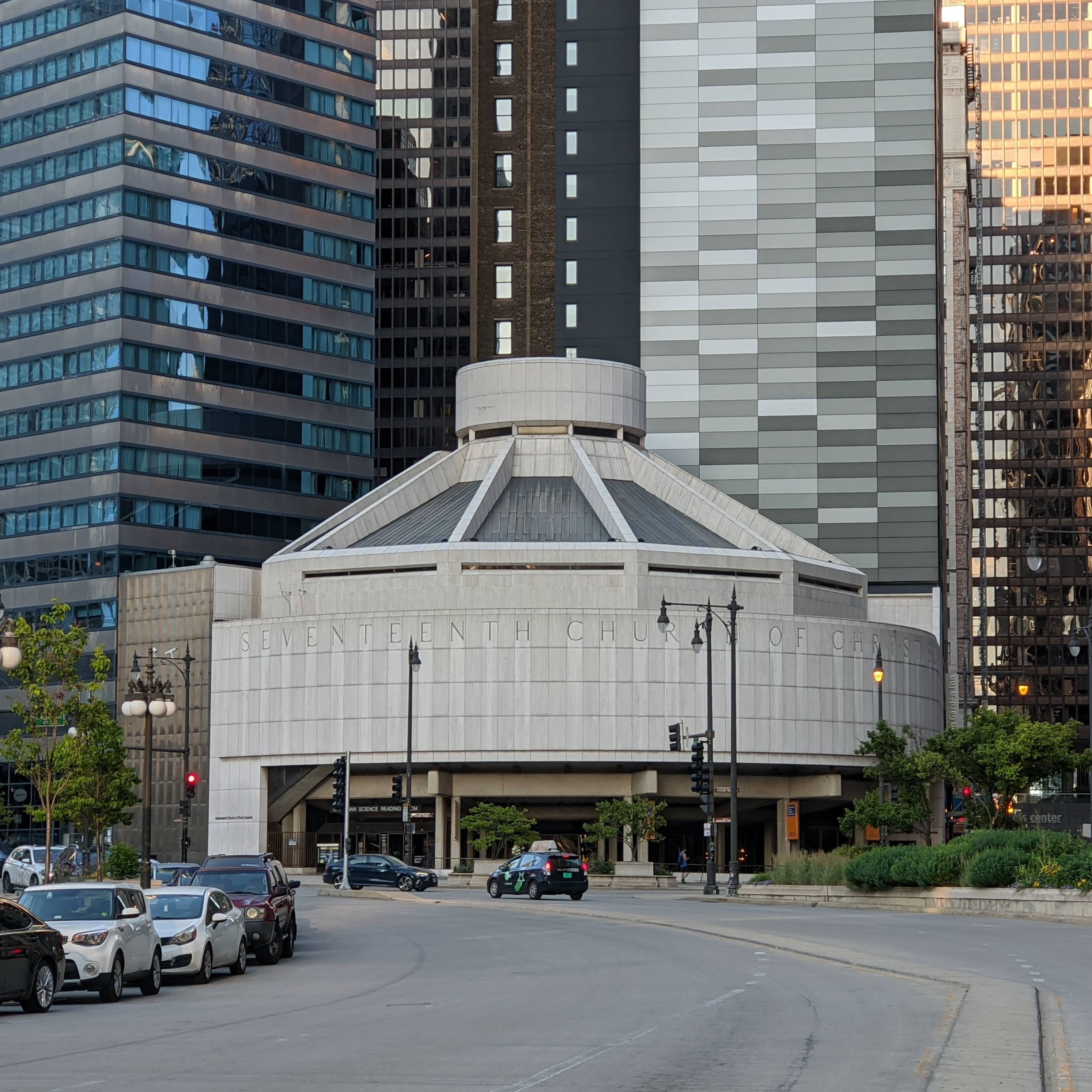
Общий вид церкви.

#### Внешний вид
Семнадцатая сайентистская церковь Христа была сооружена по проекту чикагского архитектора Гарри Уиза (англ.), который также известен по станциям вашингтонского метро, выполненным в похожем бруталистском стиле. Здание цилиндрической формы с конусообразной крышей визуально состоит из двух частей: стеклянной нижней и бетонной верхней. В первой находится фойе, а глухие стены второй окаймляют амфитеатр основного зала, расположенный на втором этаже. Поскольку от окон было решено отказаться в целях уменьшения шума от проезжающих мимо машин, естественный свет проникает внутрь лишь через окулюс, венчающий своеобразный шатровый свод церкви.

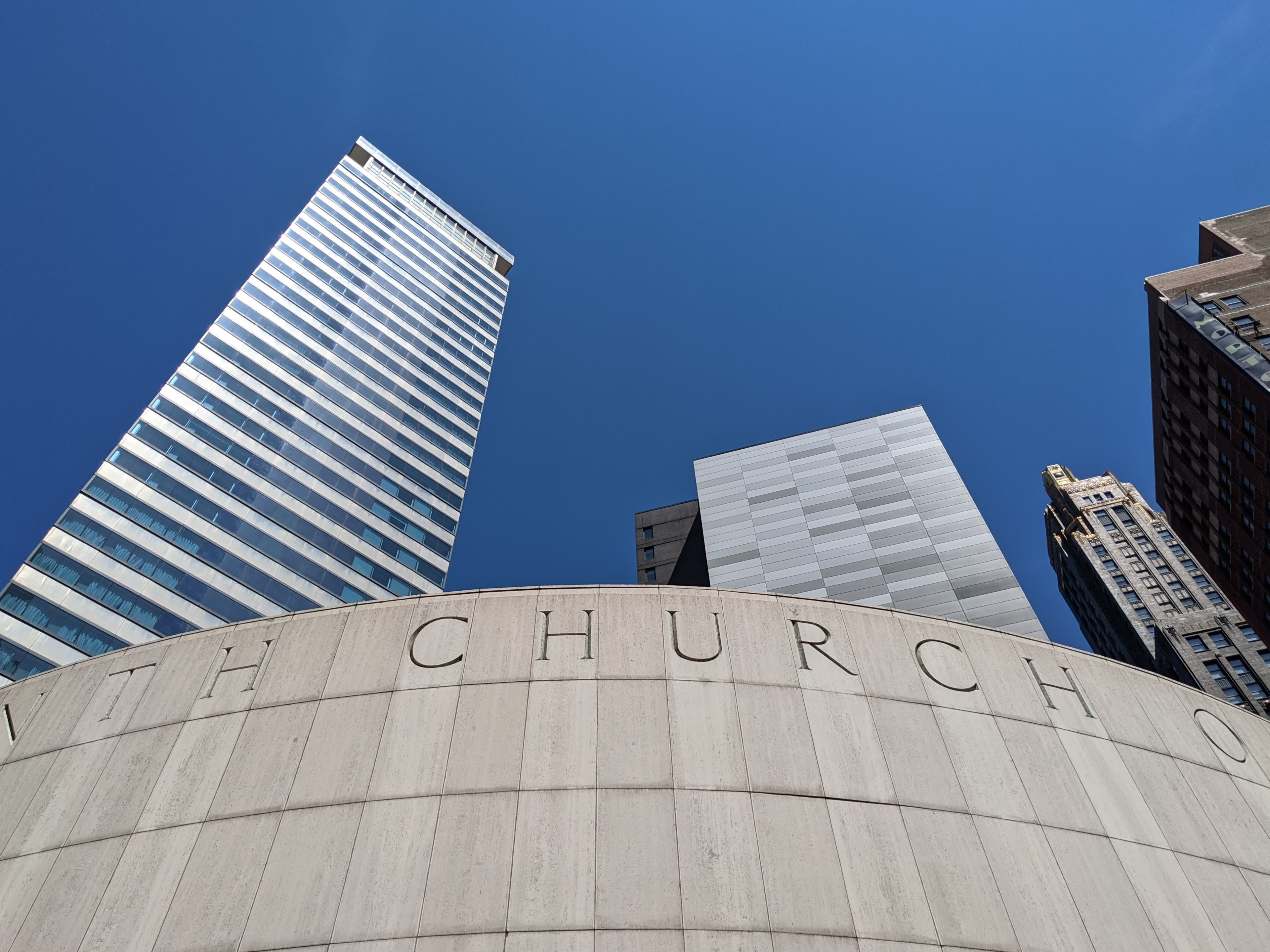
Надпись на фасаде (фрагмент).

Нижняя стеклянная часть несколько меньше в диаметре, чем нависающая над ней бетонная, и чтобы попасть в фойе, необходимо пройти по небольшому мостику над утопленным ниже уровня земли открытым садом, занимающем разницу радиусов этих двух частей и расположенном на уровне цокольного этажа, где находится воскресная школа. Таким образом была решена проблема с доступом в неё естественного солнечного света.
По всей длине верхней кромки лицевой стороны здания размещено название церкви на английском языке, набранное в характерной для США монументальной манере, используемой для оформления общественных учреждений (ср. с фасадом Чикагской торговой палаты).

#### Интерьер

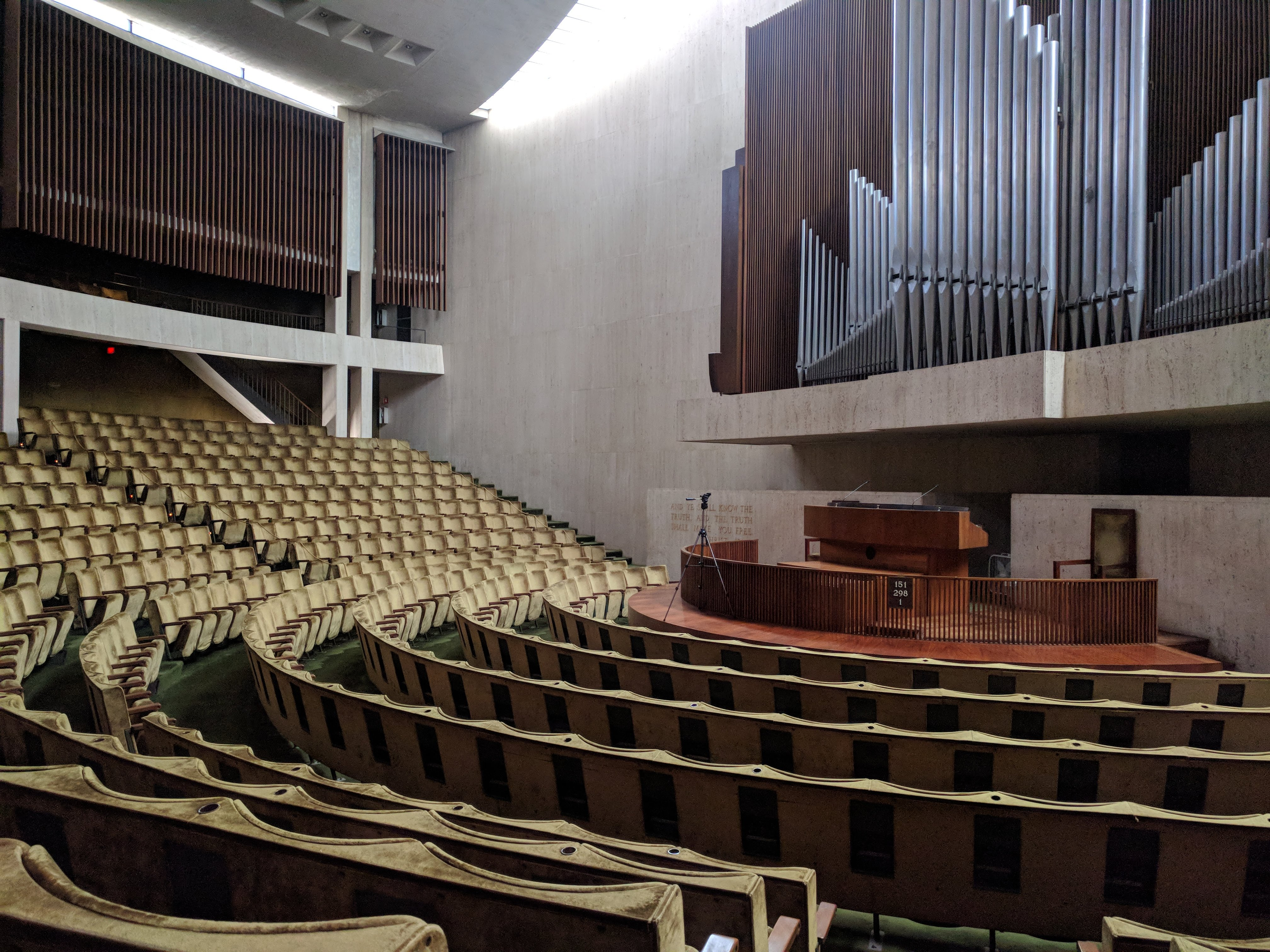
Интерьер главного зала церкви.

Основной зал представляет собой полукруглое помещение 156 футов (47.5 м) в диаметре, в котором амфитеатром размещены 764 светло-бежевых кресла таким образом, что ни одно не располагается далее 54 футов (16.5 м) от амвона, находящегося под окулюсом по центру. На амвоне установлены две кафедры (визуально соединённые в одну вытянутую) для попеременного чтения с них Библии и «Науки и здоровья с Ключом к Священному Писанию», а также два кресла для назначенных из числа прихожан чтецов. Над амвоном установлен духовой орган. В церкви нет икон, распятий, статуй или иных традиционных христианских атрибутов — лишь по обе стороны от амвона на стене выгравированы две цитаты: из Священного Писания (Ин 8:32 по Библии короля Якова) слева и Мэри Бейкер-Эдди справа.
| And ye shall know the truth, and the truth shall make you free. |                                                                                               | Divine love always has met and always will meet every human need. |
| И познаете истину, и истина сделает вас свободными.             | Божественная любовь всегда снисходила и всегда будет снисходить ко всякой человеческой нужде. |                                                                   |

Алтаря в Семнадцатой церкви, как и в других сайентистских церквях, нет. Амвон отделён деревянной алтарной перегородкой, на которой размещены специальные таблицы с номерами гимнов, исполняющихся на службе в этот день.
Одной из уникальных черт церкви является применённая в ней система усиления голоса: в спинках кресел через одно установлены 350 скрытых микрофонов и столько же динамиков (видны на приведённой фотографии в виде маленьких круглых отверстий, в реальности забранных решётками), которые позволяют сидящим в зале давать свидетельства веры, не вставая со своих мест. Для предотвращения эха реализована небольшая задержка между входящим и исходящим сигналами. На балконе над креслами по центру располагается пульт, с которого осуществляется управление микрофонами. В настоящее время эта система приходом не используется.
В фойе располагается работа чикагской художницы Энн Фарли Гейнс «Тысячелетний сад: Псалом 23» (Millennium Garden: Psalm 23), выполненная акриловыми красками на холсте в 2001 году.

## Орган

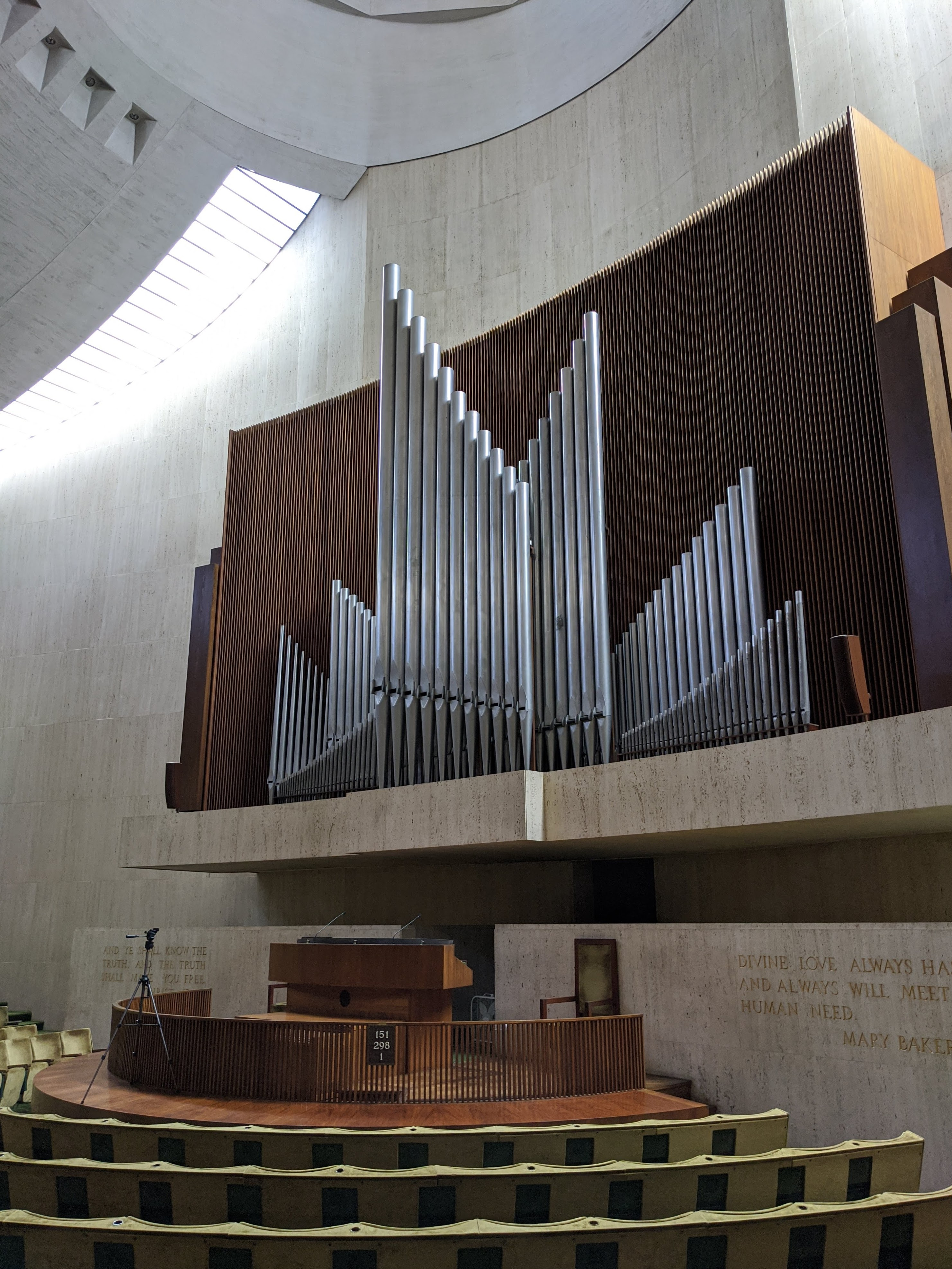
Орган и амвон.

В церкви установлен духовой орган фирмы Æolian-Skinner (англ.) из Бостона, Массачусетс, прекратившей своё существование в 1972 году. Инструменту присвоен номер (opus) 1450, он имеет три мануала, 57 регистров, 3316 труб и смонтирован над амвоном, так что прихожане на службе сидят к нему лицом, что достаточно характерно для сайентистских церквей (в противовес большинству исторических западных христианских храмов, где орган установлен сзади).

## Архитектурное признание
- В 1996 году здание церкви удостоилась Четвертьвековой награды, присуждаемой Американским институтом архитекторов[8].
- Церковь была включена в список 200 наиболее значимых архитектурных сооружений штата Иллинойс во время празднования его 200-летия в 2018 году[9].

## В произведениях культуры и искусства
- Знаменитая скамейка из фильма Брат 2, возле которой Данила условился встретиться с Виктором, расположена как раз напротив Семнадцатой сайентистской церкви Христа, на набережной реки Чикаго возле разводного моста по Уобаш-авеню.
- Церковь появляется в фильме Трансформеры 3: Тёмная сторона Луны[1].
- Интерьер церкви использовался на съёмках фильма Дивергент[1][10][11].

## Галерея

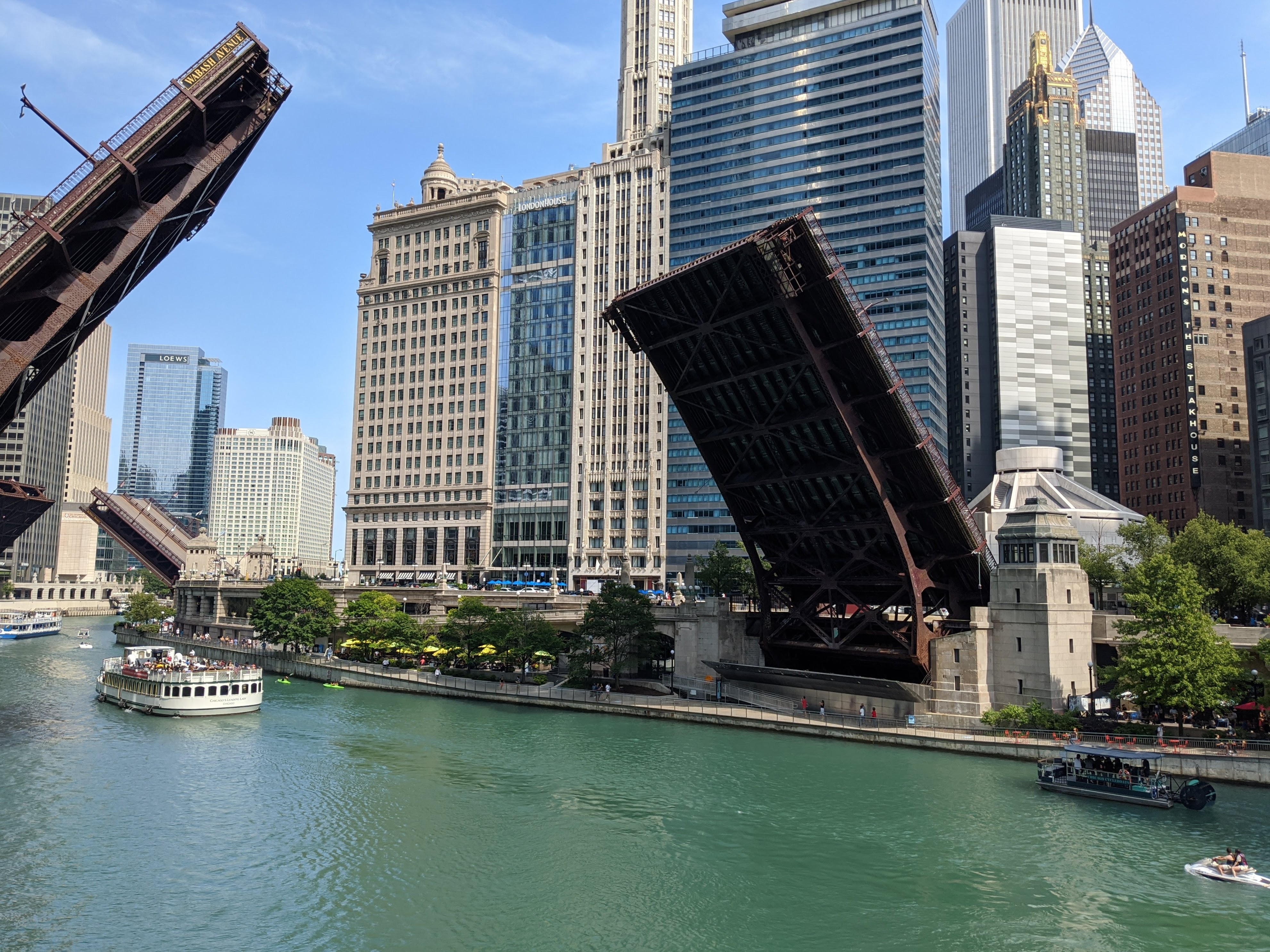
Разведённый мост по Уобаш-авеню на фоне Семнадцатой сайентистской церкви Христа в августе 2020 года.
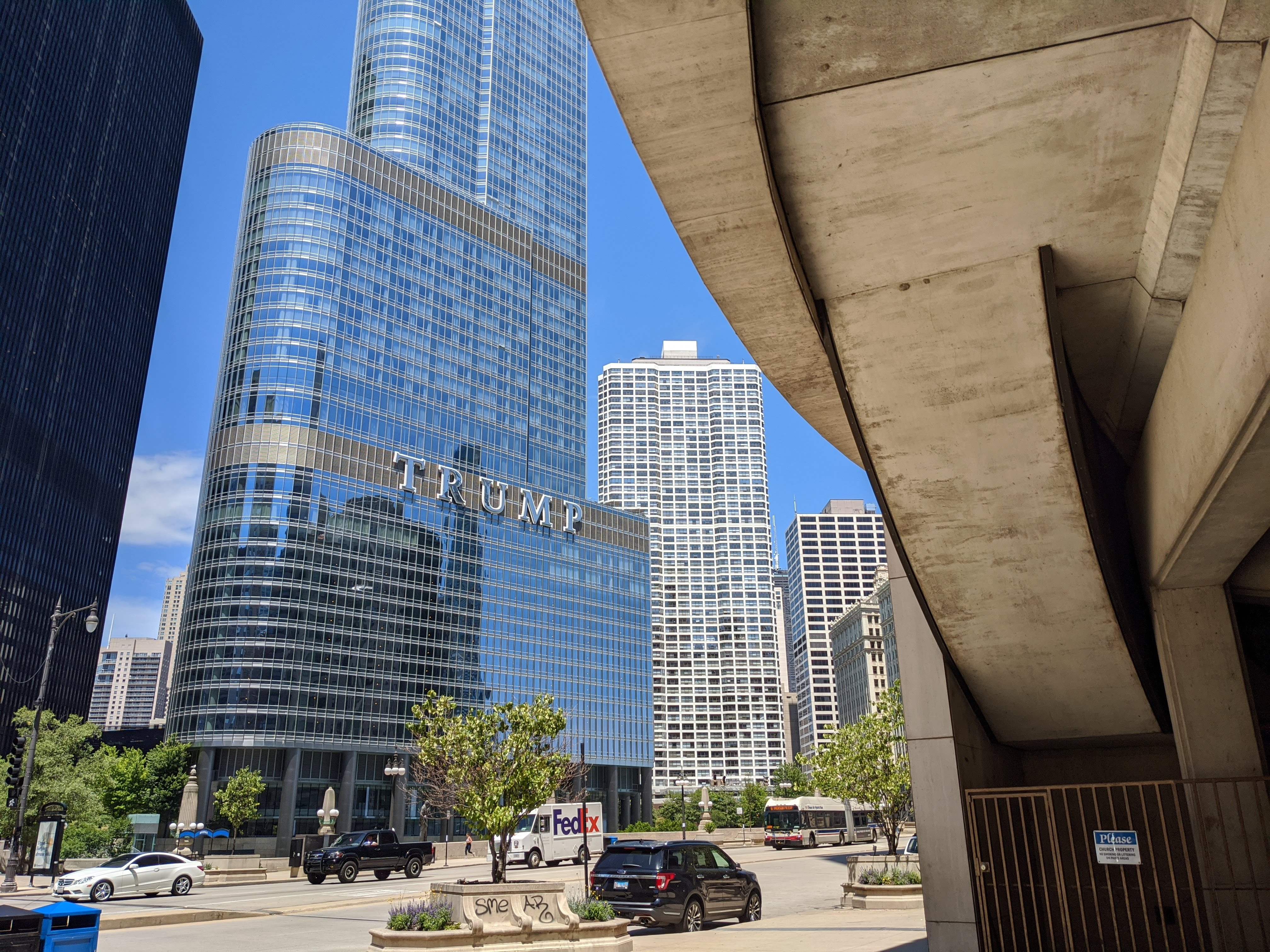
Вид от церкви на башню Трампа и  скамейку из фильма Брат-2 (левый нижний угол).
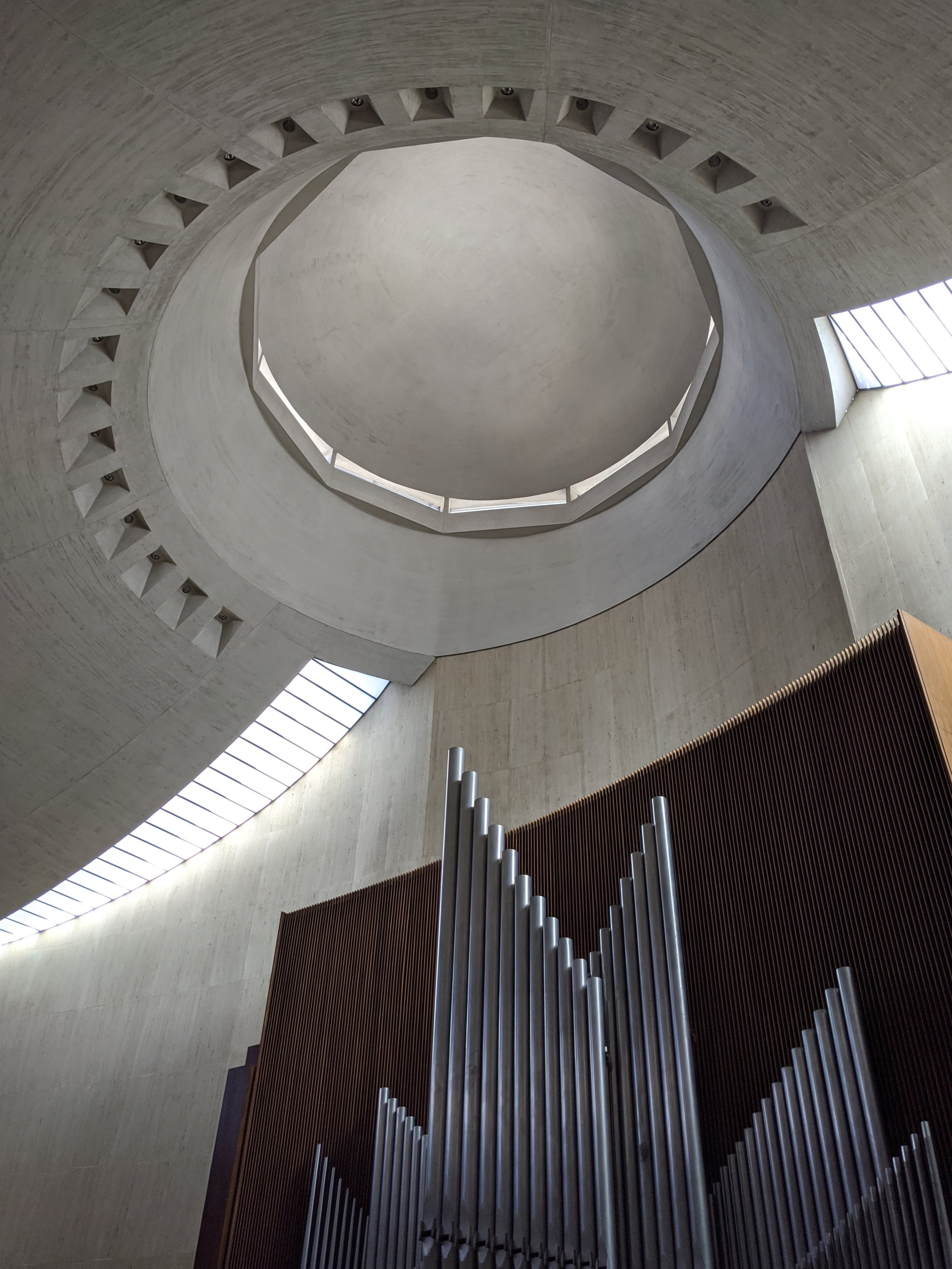
Окулюс изнутри.
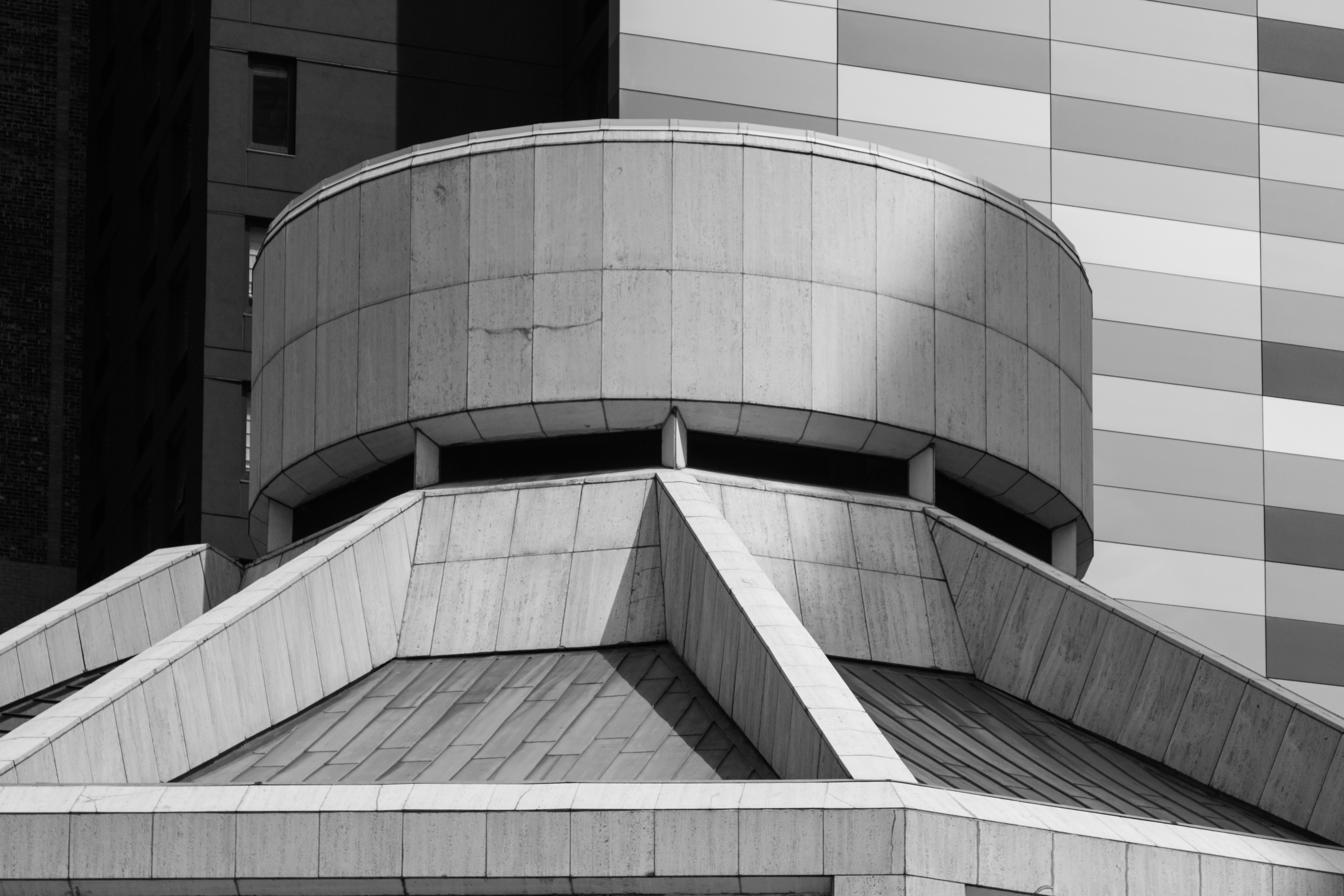
Окулюс снаружи.
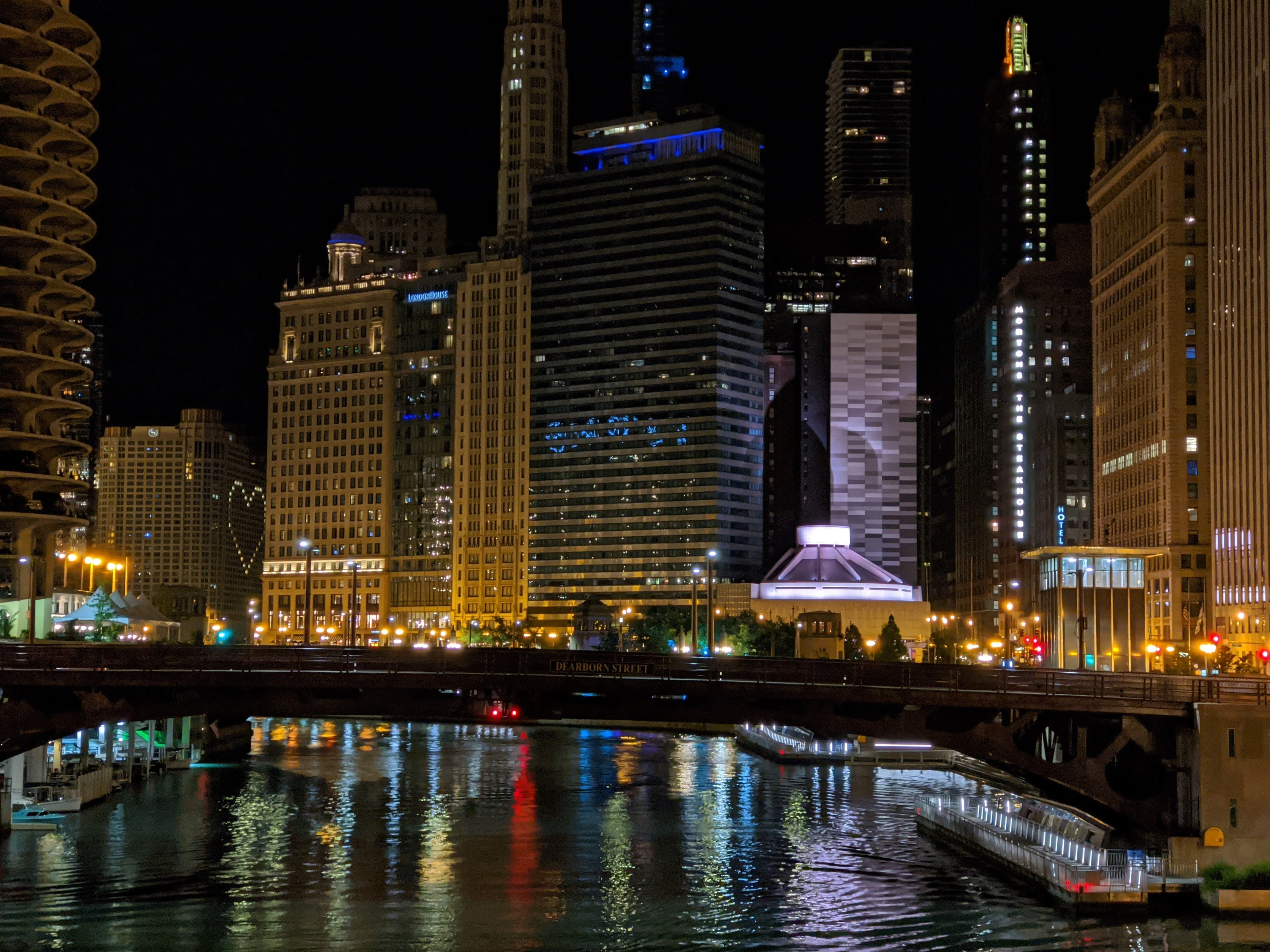
Ночью на церкви включается подсветка.
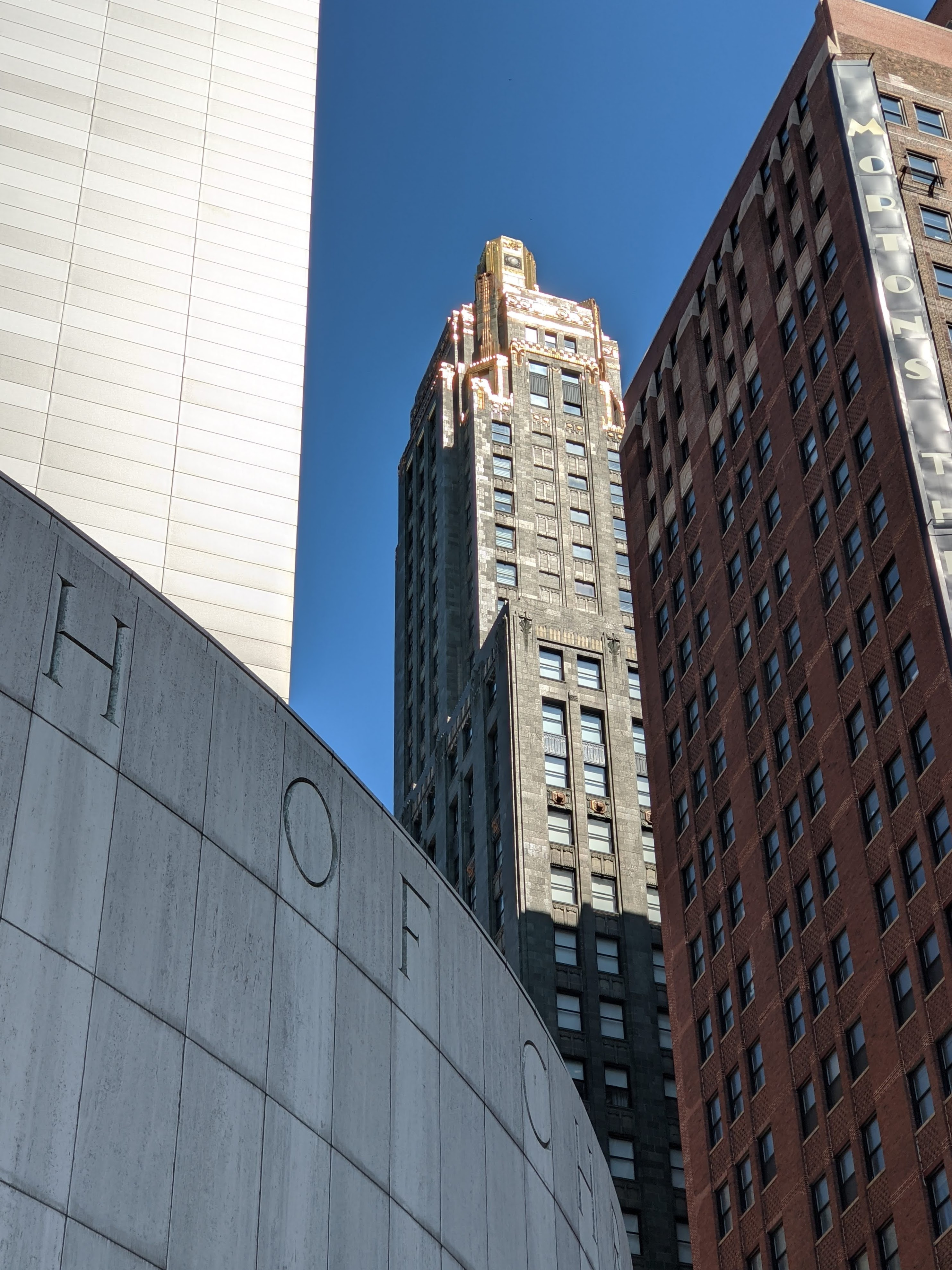
Вид на Карбайд-энд-Карбон-Билдинг (англ.)

#### Комментарии
1. ↑  Здесь и далее словосочетание «Христианская наука» в значении конфессии будет даваться с прописной буквы для снятия неоднозначности.
2. ↑  Священная книга и «учебник» Христианской науки, написанная основательницей этой религии — Мэри Бейкер-Эдди.
3. ↑  Чтецы выбираются на срок от одного года до трёх лет.
4. ↑  Это характерно для сайентистских церквей, так как одной из целей этой религии является восстановление «примитивного христианства».